# Гадюча цибулька чубата
Кукурудзка чубата, Гадюча цибулька чубата (Muscari comosum) або леопольдія чубкувата (Leopoldia comosa) – вид рослин родини холодкові (Asparagaceae). Етимологія: лат. muscus — «мускус», посилаючись на солодкий ароматний запах квітів, лат. comosus — «волохатий».

## Опис
Багаторічна трав'яниста рослина. Бульби 2,5–4 х 2–3 см. Досягає 60 см у висоту з 3–5 листям, широко лінійним, 15–45 см х 4 () 6–20 мм. Квіти ростуть у довгих, від конусоподібних до циліндричних, відносно вільних кластерах. Зрілі нижні родючі квіти 5–10 мм завдовжки коричневі, стерильні верхні квіти фіолетові. Плоди трикутні, до 1,5 см завдовжки капсули.

## Поширення
Північна Африка: Алжир; Єгипет; Лівія; Марокко; Туніс. Західна Азія: Кіпр; Іран; Ірак; Ізраїль; Йорданія; Ліван; Сирія; Туреччина. Європа: Україна; Австрія; Чехословаччина; Німеччина; Угорщина; Польща; Швейцарія; Албанія; Болгарія; Колишня Югославія; Греція; Італія; Румунія; Франція; Португалія; Гібралтар; Іспанія. Віддає перевагу вологому ґрунті, лукам і пасовищам. Використовується в садівництві через свою простоту натуралізації; та зимостійкість. Цибулини, менші ніж цибуля й з гіркішим смаком їдять в деяких країнах Середземноморського басейну.

## Галерея

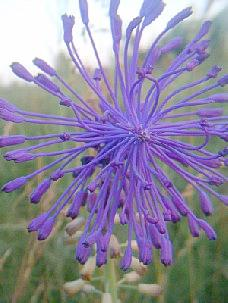
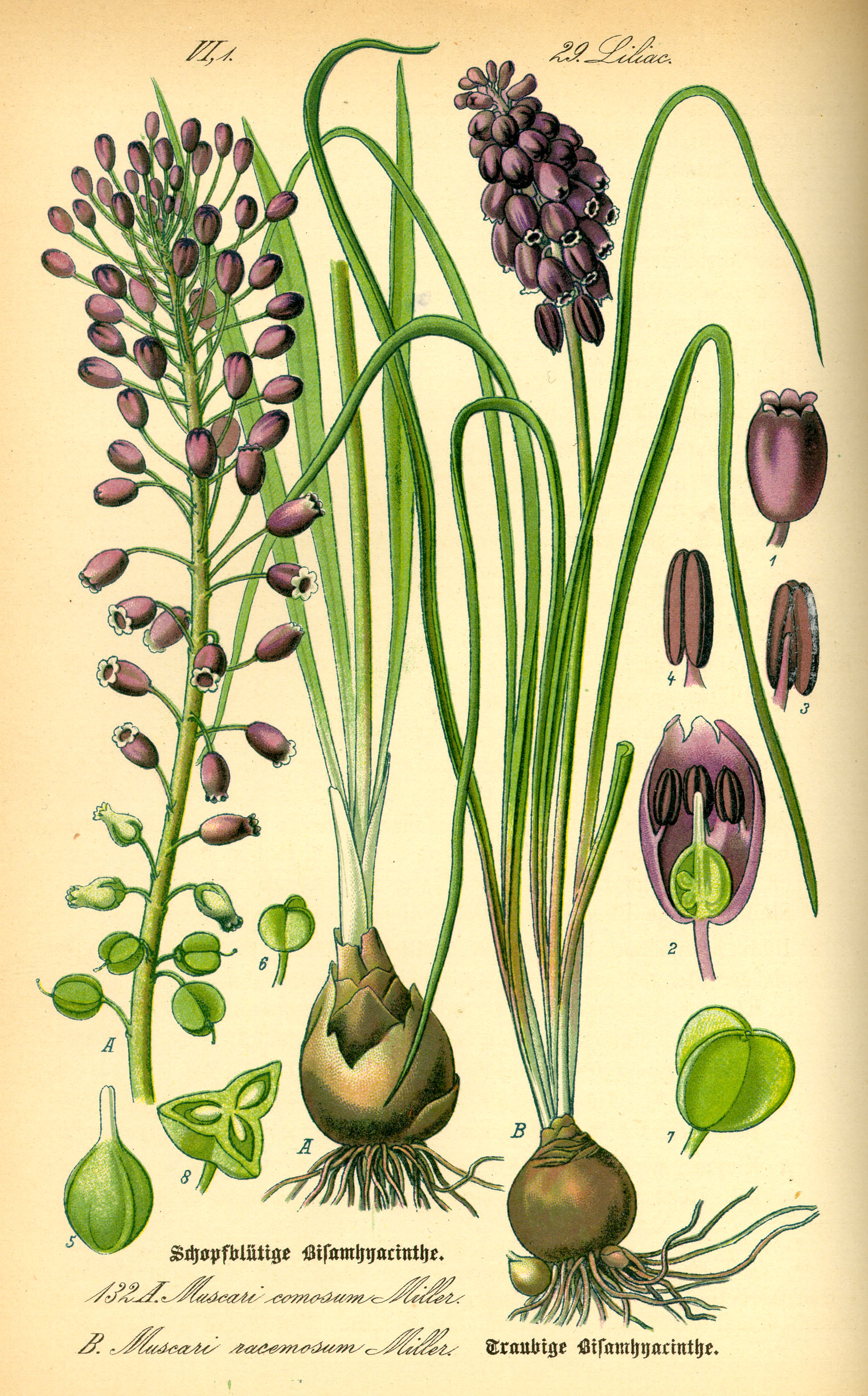
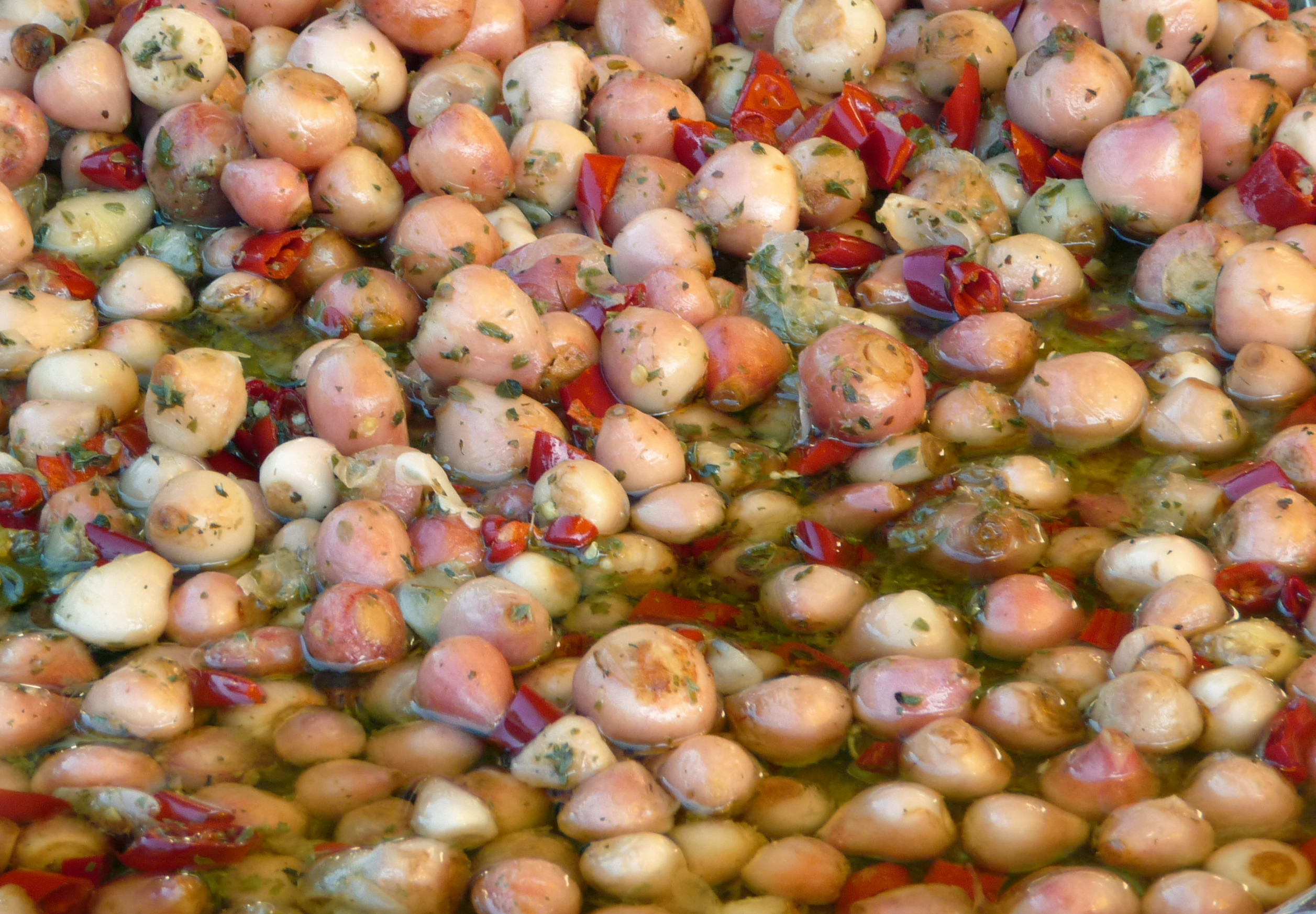
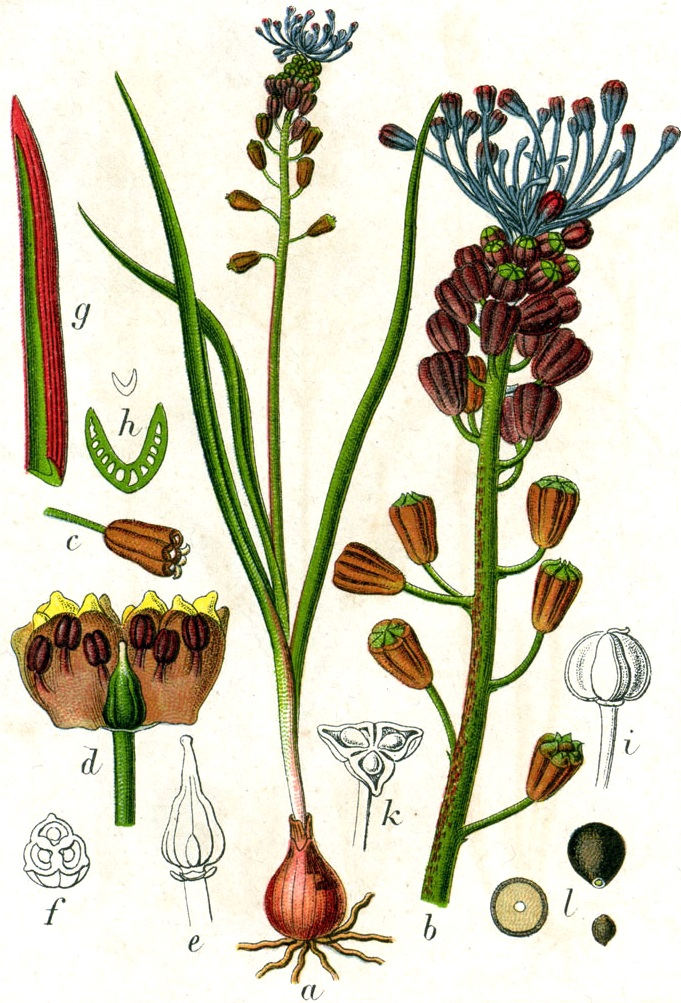